# René Mandrillon
René Marcel Mandrillon (* 28. August 1928 in Lamoura; † 3. März 1970 ebenda) war ein französischer Skilangläufer.

## Werdegang
Mandrillon, der für den US Lamoura startete, trat international erstmals bei den Nordischen Skiweltmeisterschaften 1950 in Lake Placid in Erscheinung, wobei er den 40. Platz über 18 km und zusammen mit Marius Mora, Georges Forestier und Benoît Carrara den vierten Platz mit der Staffel errang. In den folgenden Jahren belegte er bei den Olympischen Winterspielen 1952 in Oslo den 18. Platz über 18 km sowie zusammen mit Gérard Perrier, Benoît Carrara und Jean Mermet den vierten Platz mit der Staffel, bei den Nordischen Skiweltmeisterschaften 1954 in Falun den 44. Platz über 15 km, den 29. Rang über 30 km sowie zusammen mit Gilbert Mercier, Jean Mermet und Benoît Carrara den sechsten Platz in der Staffel und bei den Olympischen Winterspielen 1956 in Cortina d’Ampezzo den 22. Platz über 30 km sowie zusammen mit Victor Arbez, Benoît Carrara und Jean Mermet den sechsten Platz in der Staffel. Zwei Jahre später lief er bei den Nordischen Skiweltmeisterschaften in Lahti auf den 54. Platz über 15 km und erneut zusammen mit Victor Arbez, Benoît Carrara und Jean Mermet auf den sechsten Platz mit der Staffel. Letztmals international startete er bei den Olympischen Winterspielen 1960 in Squaw Valley. Dort kam er auf den 29. Platz über 15 km, auf den 25. Rang über 30 km und zusammen mit Victor Arbez, Benoît Carrara und Jean Mermet auf den siebten Platz mit der Staffel. Im März 1970 stürzte er tödlich, als er damit beschäftigt war, Schnee vor seinem Hotel zu räumen.

## Teilnahmen an Weltmeisterschaften und Olympischen Winterspielen

### Olympische Spiele
- 1952 Oslo: 4. Platz Staffel, 18. Platz 18 km
- 1956 Cortina d’Ampezzo: 6. Platz Staffel, 22. Platz 30 km
- 1960 Squaw Valley: 7. Platz Staffel, 25. Platz 30 km, 29. Platz 15 km

### Nordische Skiweltmeisterschaften
- 1950 Lake Placid: 4. Platz Staffel, 40. Platz 18 km
- 1954 Falun: 6. Platz Staffel, 29. Platz 30 km, 44. Platz 15 km
- 1958 Lahti: 6. Platz Staffel, 54. Platz 15 km